# Diabla Dziura w Bukowcu
Diabla Dziura w Bukowcu – największa jaskinia Pogórza Rożnowskiego. Ma dwa otwory wejściowe znajdujące się na zboczu zalesionego Bukowca na północny zachód od wsi Bukowiec koło Lipnicy Wielkiej, w rezerwacie przyrody Diable Skały, na wysokości 425 m n.p.m. Łączna długość korytarzy jaskini wynosi 365 m, a jej deniwelacja 42,5 m.

## Opis jaskini
Od niewielkiego otworu wejściowego (zamkniętego kratą) idzie w dół korytarz do małej Sali Piotrka (w bok odchodzi tu ciąg do otworu drugiego również zamkniętego kratą). Stąd niskim na początku korytarzykiem dochodzi się do rozgałęzienia zwanego Chłodnią:
- w górę prowadzi korytarz do otworu drugiego,
- prawie pionowo w górę (przez 5,5-metrowy próg) dochodzi się do niewielkiego ciągu z dwoma studzienkami,
- na południowy zachód idzie w dół korytarz (główny ciąg jaskini) do Studni Dusz. W początkowej części tego korytarza odchodzi w górę ciąg prowadzący do górnych partii. Można nimi, okrężną drogą przez Komorę z Guanem, dostać się również do Studni Dusz.
- na północny wschód idzie w dół korytarz (główny ciąg jaskini) do podłużnej Komory Nietoperzowej. Stąd w prawo odchodzi korytarz do Sali nad Zębem. Z sali odchodzą dwa ciągi. Jeden prowadzi bardzo stromo w dół do sali Sypialnia, drugi przez prożek idzie do korytarza nazwanego Salą Balową. Przed jej końcem odchodzi w dół korytarzyk prowadzący do Studni „S"[1].

Z trzech miejsc: Studni Dusz, Sypialni i Studni „S" można dostać się do najniższej, szczelinowej części jaskini.
Ze Studni Dusz, idąc najniższą częścią jaskini, przechodzi się przez miejsce nazwane Kuchnią, następnie korytarz prowadzi w dół, dochodzi do progu, za którym znajduje się salka Jadalnia. Stąd można wspiąć się do góry i dostać do Sypialni. Natomiast idąc dalej korytarzem nazwanym Korytarzem Gotyckim dochodzi się do Studni „S". Za studnią korytarz przechodzi przez trzy prożki i kończy się zawaliskiem (odchodzi tutaj jeszcze niewielki ciąg z czterema małymi kominami). 

## Przyroda
Jaskinia jest typu osuwiskowego. Nie ma w niej nacieków. Ściany są suche, brak jest na nich roślinności. 
W jaskini zimują nietoperze. Są to podkowce małe, nocki duże, nocki Natterera, nocki Brandta, nocki rude i gacki brunatne. W lutym 2008 roku zimowało w niej 158 nietoperzy.

## Historia odkryć
Jaskinia była znana od dawna. Świadczą o tym m.in. znaki poszukiwaczy skarbów umieszczone na skale przy otworze wejściowym. Wspominał o niej już w „Dzienniku podróży do Tatrów" z 1853 roku Seweryn Goszczyński. Z jaskinią wiąże się wiele legend związanych ze skarbami, a także diabłami. Pierwszy jej opis i plan sporządził Kazimierz Kowalski w 1954 roku.
Pierwszą pełną dokumentację jaskini wykonali w 1977 r. grotołazi z Tarnowa. Według tych pomiarów jaskinia miała długość korytarzy 320 m, co plasowało ją wówczas na drugim miejscu listy najdłuższych jaskiń beskidzkich. Jej głębokość, wyliczona wówczas na 45 m, sytuowała ją na pierwszym miejscu najgłębszych jaskiń polskich Beskidów.

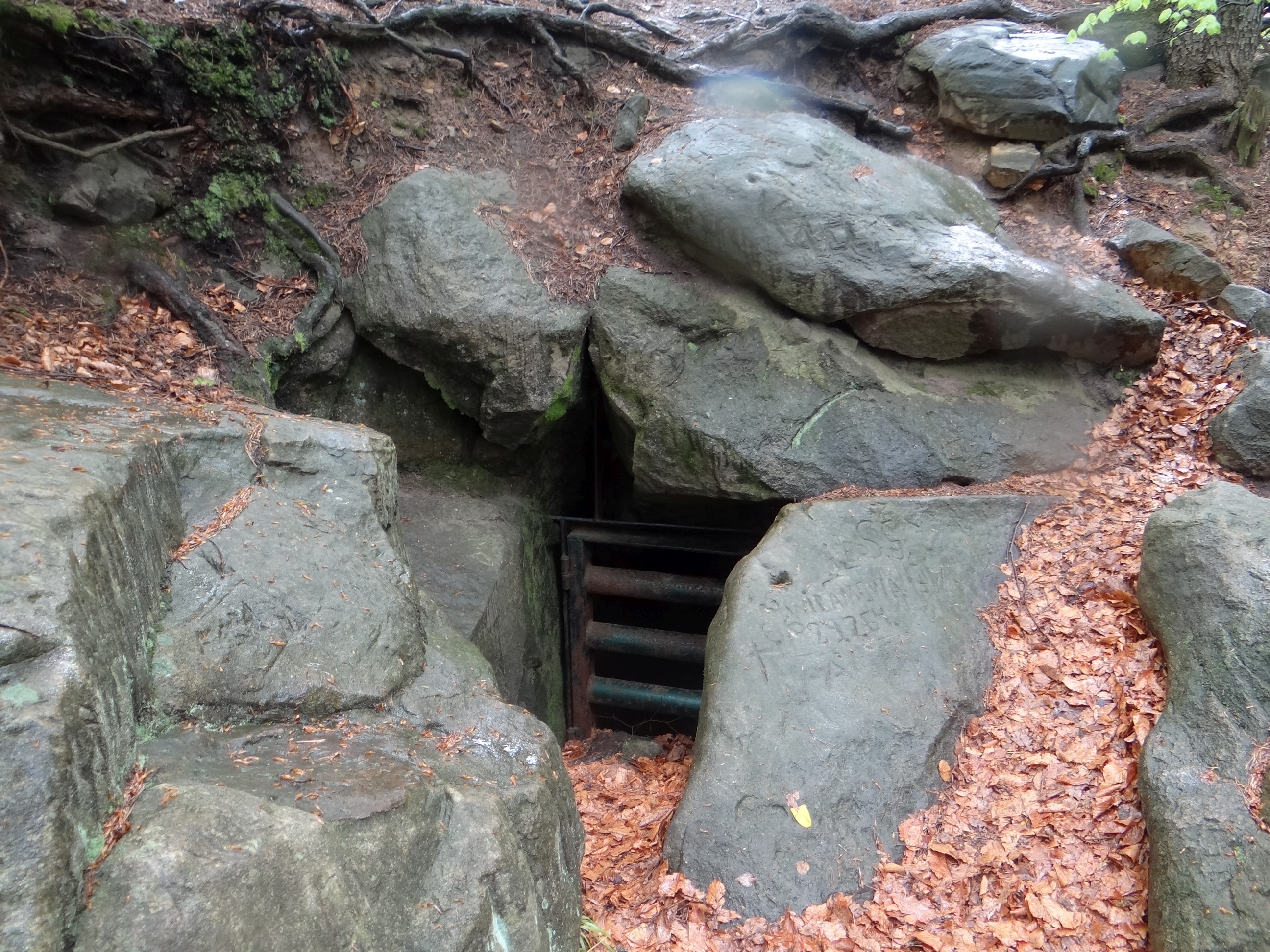
Otwór 1
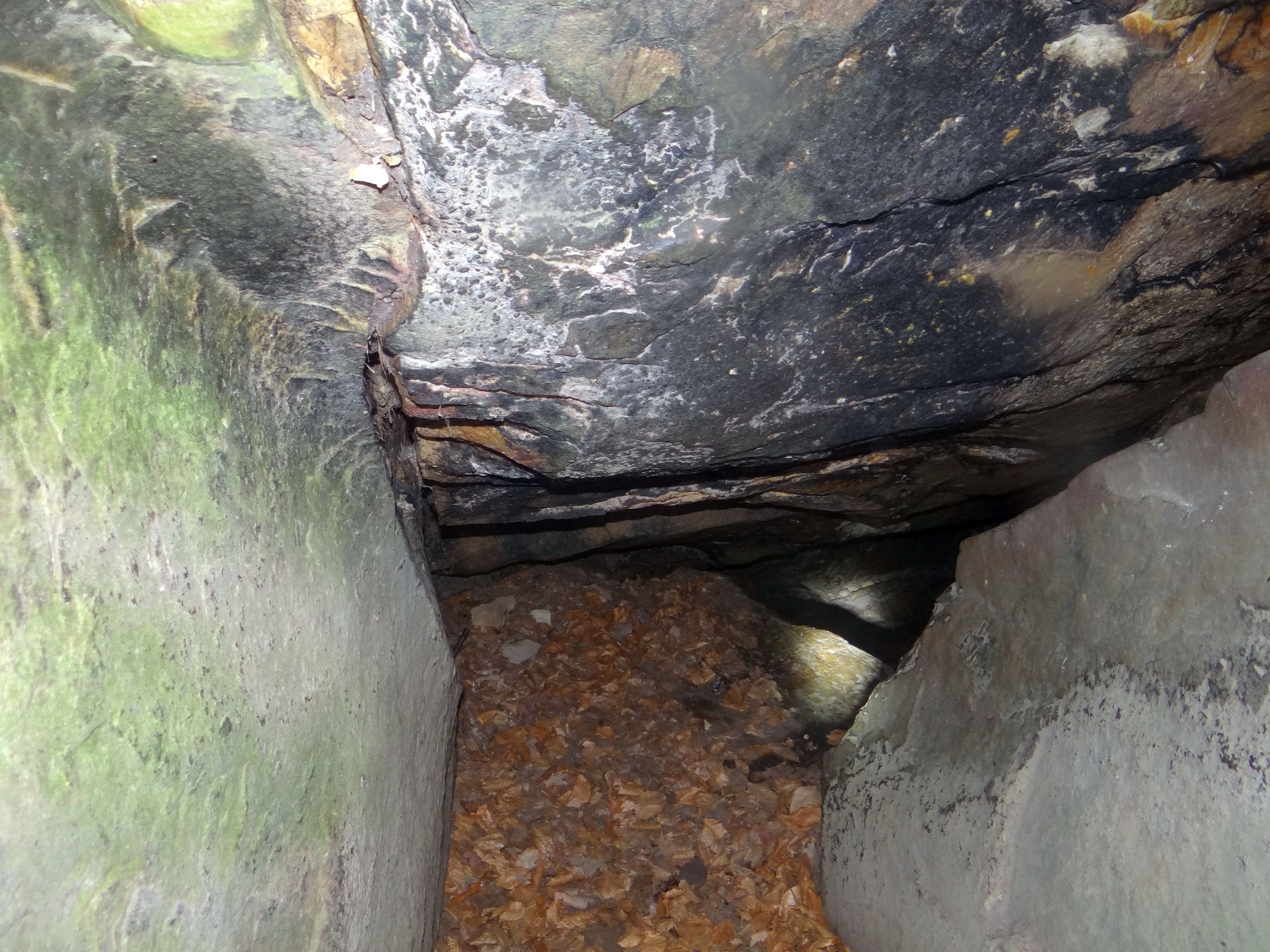
Za otworem 1
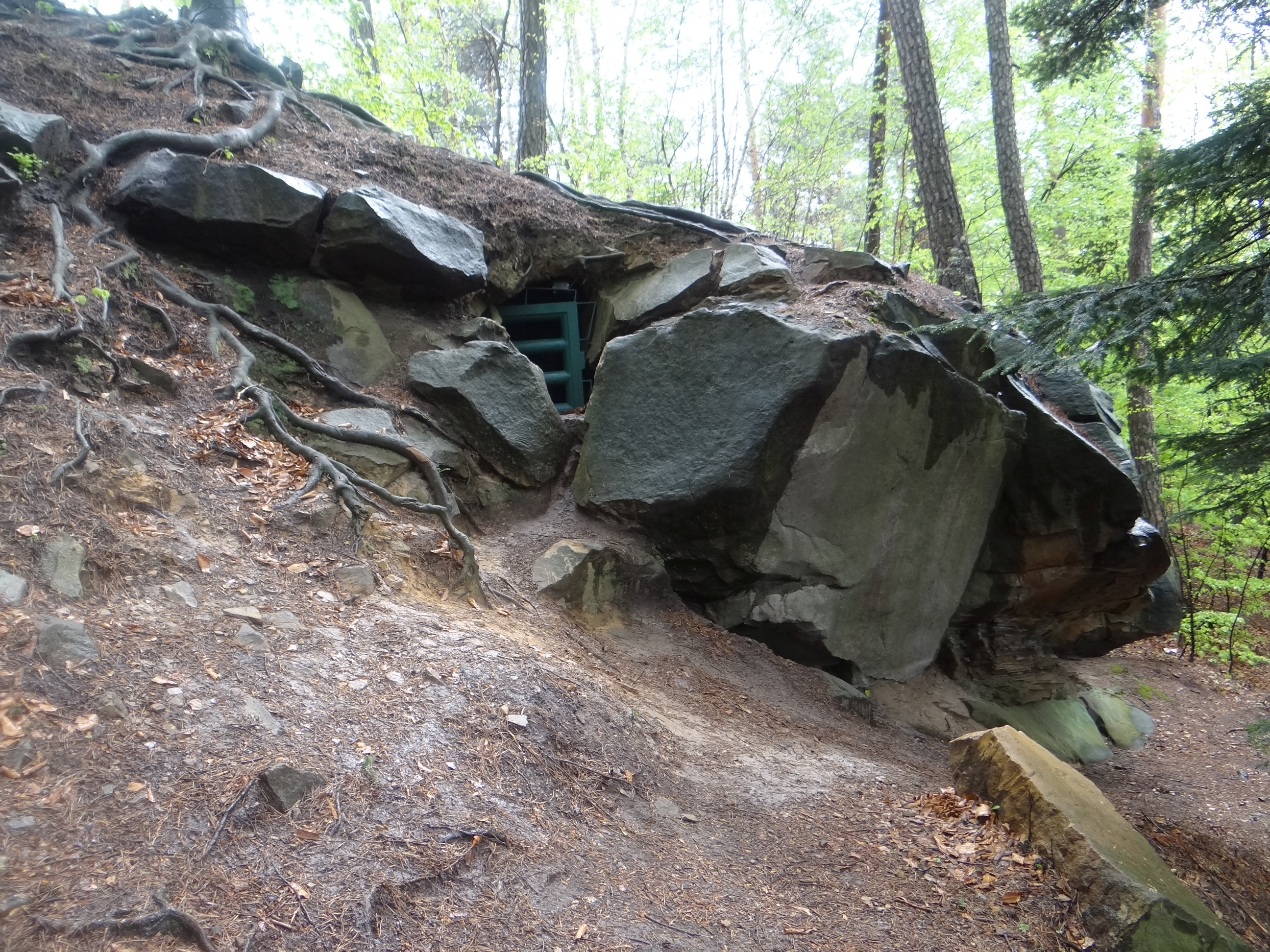
Otwór 2
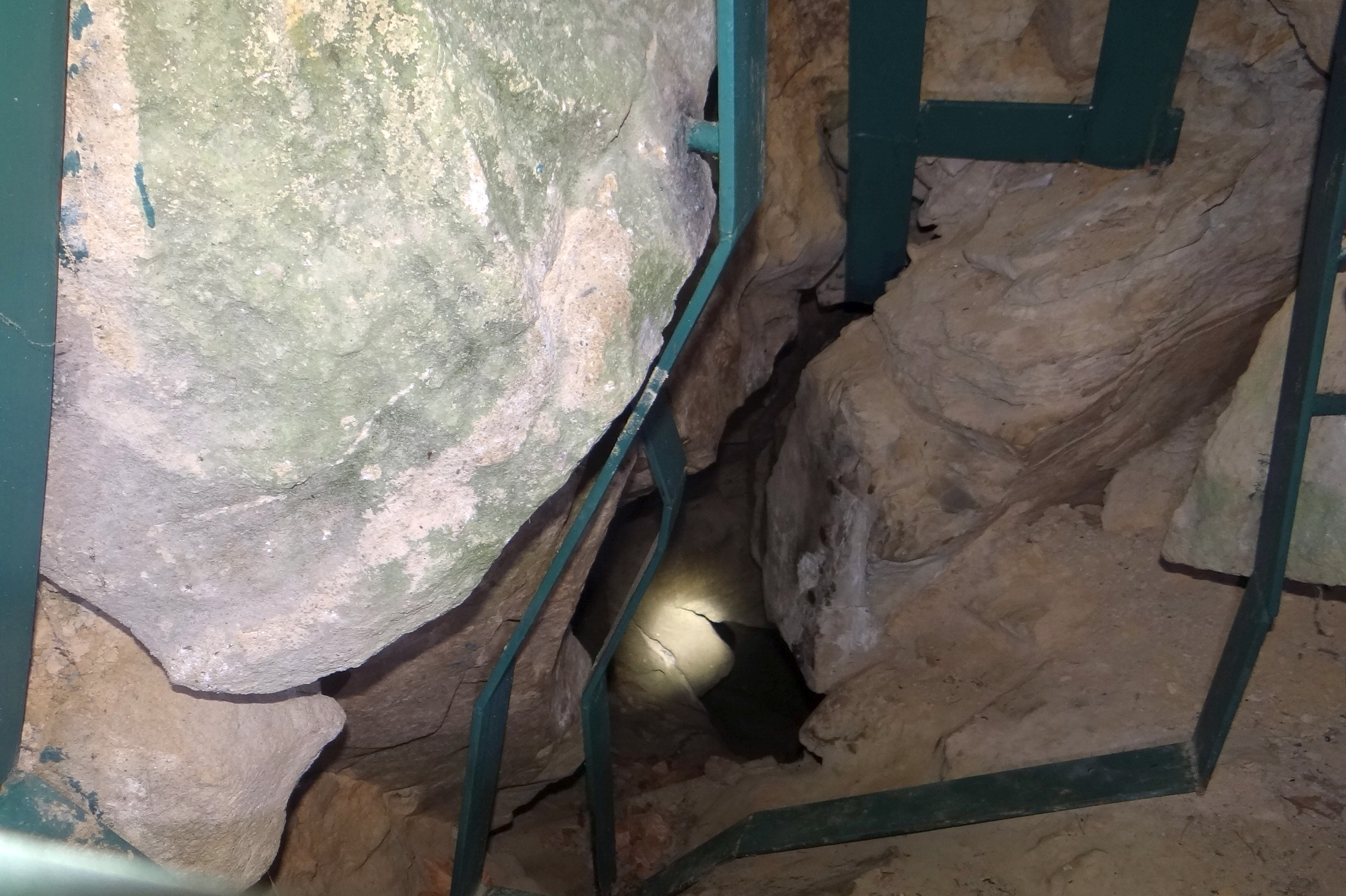
Za otworem 2